# David Hammons
David Hammons (24. července 1943, Springfield) je americký umělec, který proslul během 70. a 80. let 20. století svými performancemi a instalacemi, jejichž hlavním tématem byla obhajoba občanských práv Afroameričanů. Jeho nejznámějším dílem je zřejmě African American Flag, které je součástí stálé sbírky newyorského Muzea moderního umění.

## Biografie

### Mládí
David Hammons se narodil v červenci 1943 ve městě Springfield ve státě Illinois jako desáté dítě matky samoživitelky. V roce 1962 se přestěhoval do Los Angeles. Mezi lety 1966 a 1968 zde studoval na Chouinard Art Institute (dnes California Institute of the Arts) a poté v letech 1968 až 1972 na Otis College of Art and Design. Na školách ho ovlivnili umělci Bruce Nauman (experimentující s různými médii), John Baldessari (věnující se konceptuálnímu umění) a Chris Burden (věnující se instalačnímu umění). Všichni se rovněž věnovali performancím, což Hammonse také ovlivnilo. V roce 1974 se přestěhoval do New Yorku.

### Kariéra
Většina jeho děl se věnovala podpoře občanských práv Afroameričanů a hnutí Black Power. Prvním význačnějším dílem je série objektů Spade z let 1973 a 1974. V roce 1980 se podílel v rámci umělecké iniciativy Collaborative Projects na akci The Times Square Show, která sloužila jako platforma pro experimenty mladých umělců. V dalších dílech využíval reálie života Afroameričanů v New Yorku. Častým tématem byl například basketbal. Hammons v této době například vytvořil obraz házením basketbalového míče natřeného barvou na plátno. Dalším dílem bylo Higher Goals (1986), kdy vztyčil basketbalové koše do výšky odpovídající třípatrové budově. Dílo komentovalo téměř nedosažitelnou ambici dostat se z života v ghettu na výsluní slávy.
Hammons často experimentoval, měnil média a vlastní styl. Díky tomu se vyhnul zařazení do jednoho uměleckého směru. Nicméně jeho dílo souzní s minimálním uměním, ale s prvky komentáře k identitě Afroameričanů v USA. Hammons se vedle kulturních podtextů věnoval také otázce využívání soukromých a veřejných prostranství, stejně jako odhalování podstaty stanovování toho, co je dle společnosti cenné a hodnotné. Zde lze jmenovat performanci Bliz-aard Ball Sale (1983), během které na ulicích Manhattanu prodával sněhové koule oceněné dle své velikosti. Performací ironizoval směnu komodit a kapitalistickou podstatu podpory umění galeriemi.
V roce 1988 namaloval billboard afroamerického aktivisty a kandidáta na prezidenta USA Jesseho Jacksona, na kterém měl ovšem Jackson bílou kůži, blonďaté vlasy a modré oči. Billboard byl doprovázen nasprejovaným nápisem „How Ya Like Me Now?“. Dílo mělo vyvolat otázku, zda barva kůže utváří politiku kandidáta a naznačovalo, že i v roce 1988 stále přetrvává rasismus. Dílo bylo součástí venkovní expozice The Blues Esthetic: Black Culture and Modernism, kterou podpořila nezisková organizace Washington Project for the Arts. Neoznačený billboard vyvolal vlnu kontroverze a brzy po svém vyvěšení ho poškodila skupina Afroameričanů, která se domnívala, že jde o rasistické znevážení Jacksona. Následně bylo dílo zrestaurováno a umístěno v galerii. Rétorická otázka „How Ya Like Me Now?“ byla citací názvu písně rappera Kool Moe Dee a obracela se k nastupující graffiti a hip-hopové generaci Afroameričanů.
Hammons proslul také svou prací s „vyloučenými“ materiály a předměty, jakými byli například sloní trus, kuřecí části, prameny vlasů Afroameričanů a lahve levného vína. Tyto předměty a materiály měly samy o sobě evokovat chudobu a život chudých Afroameričanů. Sám Hammons v těchto materiálech vidí jistou posvátnou podstatu.
V jedné ze svých prvních samostatných výstav The Window: Rented Earth: David Hammons konané v newyorském New Museum se zabýval protichůdným vztahem mezi spiritualitou a technologiemi. Hammons se věnoval také videoartu. Na videoinstalacích spolupracoval s umělcem Alexem Harsleyem. Jejich známým dílem je Phat Free, které bylo vystaveno například na Whitney Biennial. Jeho nejznámějším dílem je zřejmě African American Flag, které je součástí stálé sbírky newyorského Muzea moderního umění. Jeho další díla jsou umístěná ve sbírkách Muzea amerického umění Whitneyové, Hirshhornova muzea, Fondation Cartier pour l'art contemporain v Paříži nebo v londýnské Tate Gallery. V roce 1991 obdržel grant od MacArthur Fellows Program, který je přezdíván Grant géniů.